# Acaenitus rossicus
Acaenitus rossicus là một loài tò vò trong họ Ichneumonidae.